# Forrest County (Mississippi)
Forrest County er et county i den amerikanske delstat Mississippi. Det samlede areal er 1 218 km², hvoraf 1 208 km² er land.
Administrationen hovedstaden er Hattiesburg.